# 馬車道大津ビル
馬車道大津ビル（ばしゃみちおおつビル）は、神奈川県横浜市中区南仲通4丁目に所在する近代建築である。

## 歴史
横浜の馬車道沿いに、1936年（昭和11年）に「東京海上火災保険ビル」として竣工。「協同飼料研究所」を経て現在の名称になった。本町通り側には旧富士銀行横浜支店（1929年竣工）が隣接、馬車道を挟んだ斜向かいには神奈川県立歴史博物館（1904年竣工）が建つ。

## 建築
一見シンプルなファサードであるが、装飾タイルが巧みに張られ、ゴシック建築のような雰囲気を醸し出している。保存状態は良好で、建物の内部・外部とも建築当時の状態が維持されている。地上4階・地下1階建で、地上階の貸オフィスのほか、地下はギャラリーとして利用されている。2000年度に、横浜市認定歴史的建造物に認定された。設計者の木下益治郎（木下益次郎とも）は、東京・丸の内の東京海上ビルディング旧館や、神戸市の神港ビルなども手掛けた。